# Nikolaj Sergeevič Volkonskij
Principe Nikolaj Sergeevič Volkonskij, in russo Николай Сергеевич Волконский? (30 marzo 1753 – 3 febbraio 1821), è stato un generale e ambasciatore russo.

## Biografia
Era il figlio del generale Sergej Fëdorovič Volkonskij (1715-1784), e di sua moglie, Marija Čaadaeva (?-1775). 
Si trattava di una linea cadetta del ramo della famiglia risalente a Roman Aleksandrovič Volkonskij; il ramo assurse al principato quando il cugino Grigorij Semënovič Volkonskij (figlio del fratello primogenito del padre Sergej) sposò l'unica figlia superstite del principe Nikolaj Vasil'evič Repnin.

## Carriera militare
All'età di 27 anni raggiunse il grado di capitano della Guardia, fu al seguito di Caterina II durante il suo incontro con l'imperatore Giuseppe II a Mogilev e, sette anni dopo, nel suo viaggio in Crimea.
Nel 1781 fu promosso al grado di colonnello. Nel 1787 fu promosso al grado di brigadiere e, il 14 aprile 1789, al grado di maggior generale.
Nel 1793 divenne ambasciatore a Berlino, nel 1794 comandò le sue truppe in Lituania e Polonia. Si ritirò dalla vita militare nel 1799.

## Matrimonio
Sposò Ekaterina Dmitrievna Trubeckaja (1749-1799), figlia di Dmitrij Jur'evič Trubeckoj e Varvara Ivanovna Odoevskaja. Ebbero una figlia:
- Marija Sergeevna (1790-1830), sposò il conte Nikolaj Il'ič Tolstoj; il figlio di questa coppia, Lev, nel suo capolavoro Guerra e pace si sarebbe ispirato al nonno materno (quanto meno nella scelta del cognome del suo personaggio Bolkonskij).